# Kommunale Arbeitsgemeinschaft Bergisch Land
Die Kommunale Arbeitsgemeinschaft Bergisch Land e.V., kurz KAG Bergisch Land, ist ein eingetragener Verein mehrerer bergischer Kommunen und Kreise, gegründet mit dem Zweck der gemeinsamen Interessenvertretung. Vereinssitz ist Solingen.

## Geschichte
Im Jahre 1949 wurde ein informeller Verband von Kommunen und Kreisen im bergischen Land offiziell in die Kommunale Arbeitsgemeinschaft Bergisch Land umformiert. Seitdem hat sich die Zusammenarbeit gefestigt; die Mitglieder blieben in engem Kontakt. Die Bemühungen der Arbeitsgemeinschaft trugen maßgeblich zum Entstehen folgender Institutionen und Traditionen bei:
- Bergische Universität Wuppertal
- Technische Akademie Bergisch Land
- Bergisches Studieninstitut
- Bergisches Chorfest

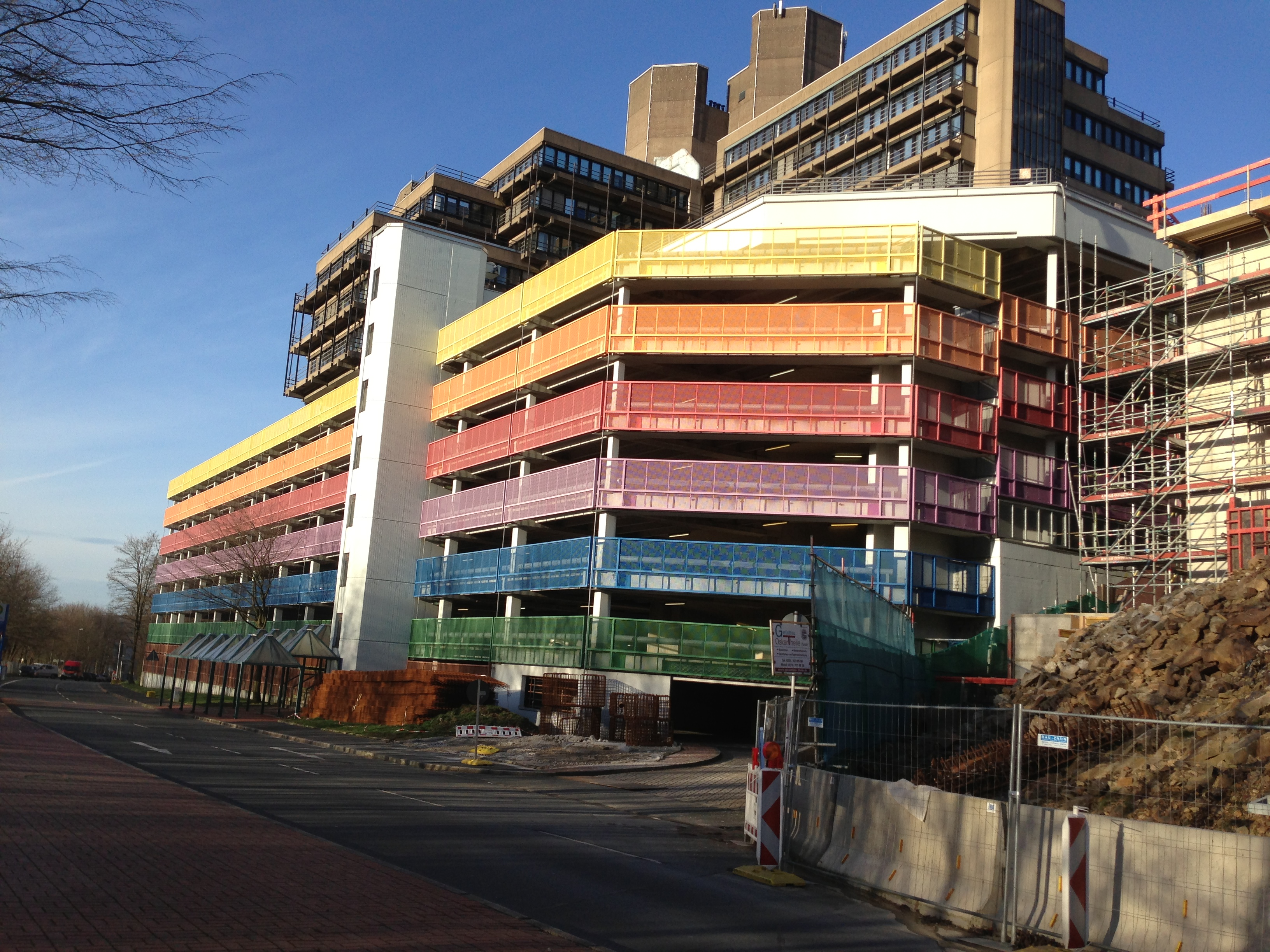
Bergische Universität Wuppertal

Radio Berg

- Bergisch-Märkischer Verkehrsverband
- Radio Berg sowie Lokalzeit Bergisch Land
- Bergisches Parlamentariertreffen in Altenberg

## Aufgaben
Die Arbeitsgemeinschaft tritt nicht als regulierende Instanz auf. Sie sieht ihre Aufgabe hauptsächlich in politisch-strategischer Beratung in allen relevanten Bereichen. Dazu gehören Bildung, Wirtschaft, Tourismus, Kultur und Kommunikation von beispielhaften Projekten. Hierbei gilt es, die Wirkung der historischen Grenzen der Regierungsbezirke Düsseldorf und Köln, welche das Bergische Land trennen, zu überwinden. Auch ist es Ziel, das bergische Selbstbewusstsein zu stärken, insbesondere gegenüber dem benachbarten Ruhrgebiet und den Großstädten Düsseldorf und Köln.

## Mitglieder
Neben dem Gastmitglied Düsseldorf besteht der Verbund aus sieben Mitgliedern:
| Stadt / Kreis              | Wappen                                  |
| -------------------------- | --------------------------------------- |
| Stadt Remscheid            | Wappen von Remscheid                    |
| Stadt Solingen             | Wappen von Solingen                     |
| Stadt Wuppertal            | Wappen von Wuppertal                    |
| Stadt Leverkusen           | Wappen von Leverkusen                   |
| Kreis Mettmann             | Wappen des Kreises Mettmann             |
| Oberbergischer Kreis       | Wappen des Oberbergischen Kreises       |
| Rheinisch-Bergischer Kreis | Wappen des Rheinisch-Bergischen Kreises |